# Chassaignes
Chassaignes (okzitanisch Chassanhas) ist eine französische Gemeinde mit 73 Einwohnern (Stand 1. Januar 2022) im Westen des Départements Dordogne in der Region Nouvelle-Aquitaine (vor 2016 Aquitanien). Die Gemeinde besteht aus dem Hauptort sowie einigen Weilern (hameaux) und Einzelgehöften (fermes). Die Bewohner werden Cassanois und Cassanoises genannt.

## Lage und Klima
Der Ort Chassaignes liegt in der Kulturlandschaft des Périgord ca. 9 km (Fahrtstrecke) westlich von Ribérac in einer Höhe von ca. 120 m. Das Klima ist gemäßigt, Regen (ca. 834 mm/Jahr) fällt übers Jahr verteilt.

## Bevölkerungsentwicklung
| Jahr      | 1800 | 1851 | 1901 | 1954 | 1999 | 2015 |
| Einwohner | 334  | 350  | 215  | 149  | 90   | 69   |

Der kontinuierliche Bevölkerungsrückgang im 20. Jahrhundert ist im Wesentlichen auf die Mechanisierung der Landwirtschaft und die Aufgabe von bäuerlichen Kleinbetrieben zurückzuführen.

## Wirtschaft
Die Gemeinde ist traditionell land- und forstwirtschaftlich orientiert; die Bewohner lebten jahrhundertelang als Selbstversorger. Heute spielen auch die Fischzucht und die Vermietung von Ferienwohnungen (gîtes) wichtige Rollen im Wirtschaftsleben.

## Geschichte
Zur mittelalterlichen und neuzeitliches Geschichte des Ortes liegen keine Veröffentlichungen vor. Bei der örtlichen Kirche könnte es sich aufgrund ihrer Größe und der guten Steinbearbeitung um eine Prioratskirche gehandelt haben. 

## Sehenswürdigkeiten
- Die Église Saint-Jean-Baptiste wurde im Jahr 1100 von Bischof Renaud de Thiviers geweiht. Der Glockenturm des äußerlich schmucklosen Bauwerks diente in Krisenzeiten als Wehrkammer.
- Ein überdachter Waschplatz (lavoir) befindet sich am Ortsrand.

Umgebung
- Das Château de Pauly stammt aus dem 19. Jahrhundert. Es dient heute als B&B-Pension und für Familienfeiern etc.

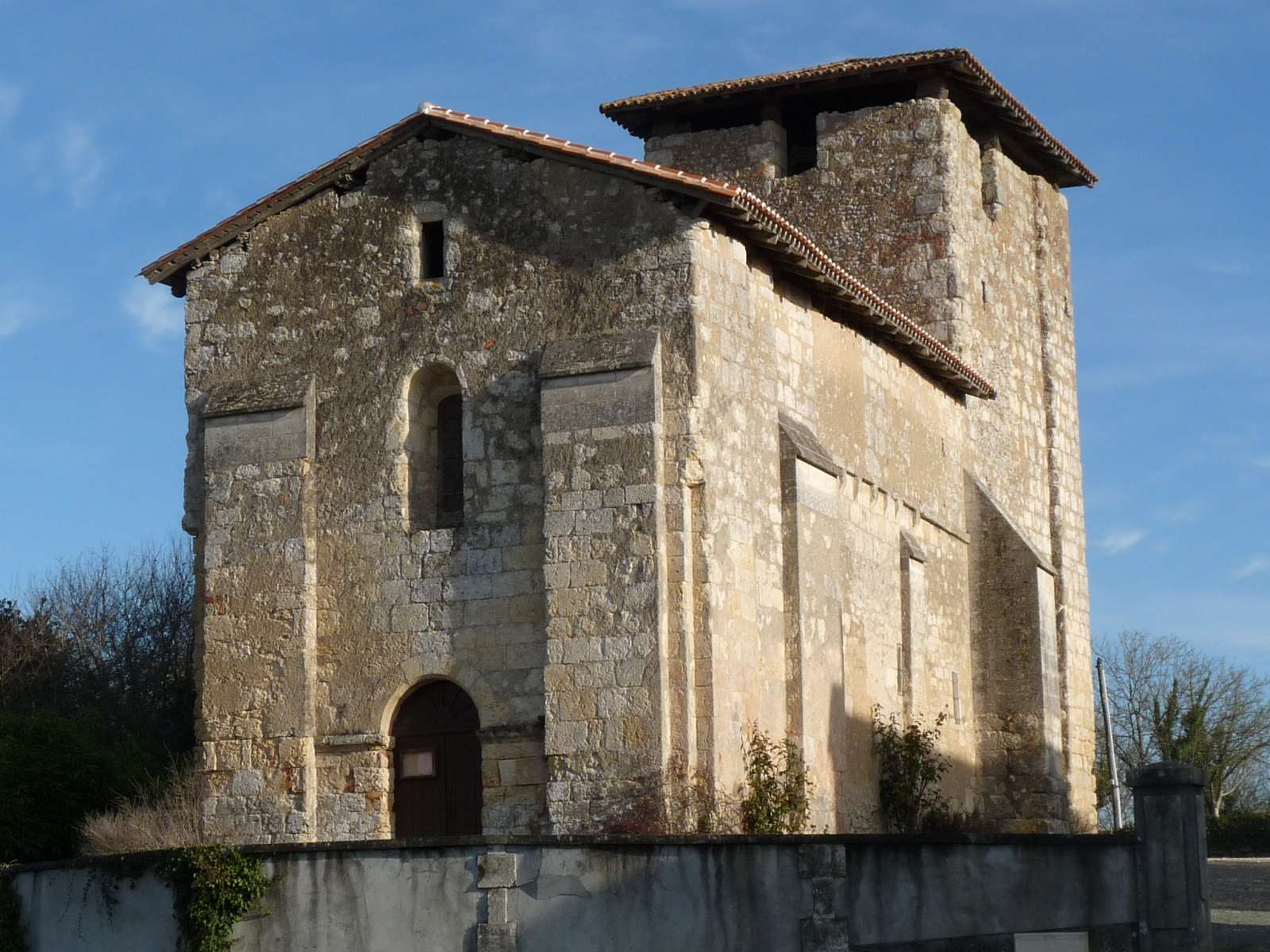
Pfarrkirche Saint-Jean-Baptiste
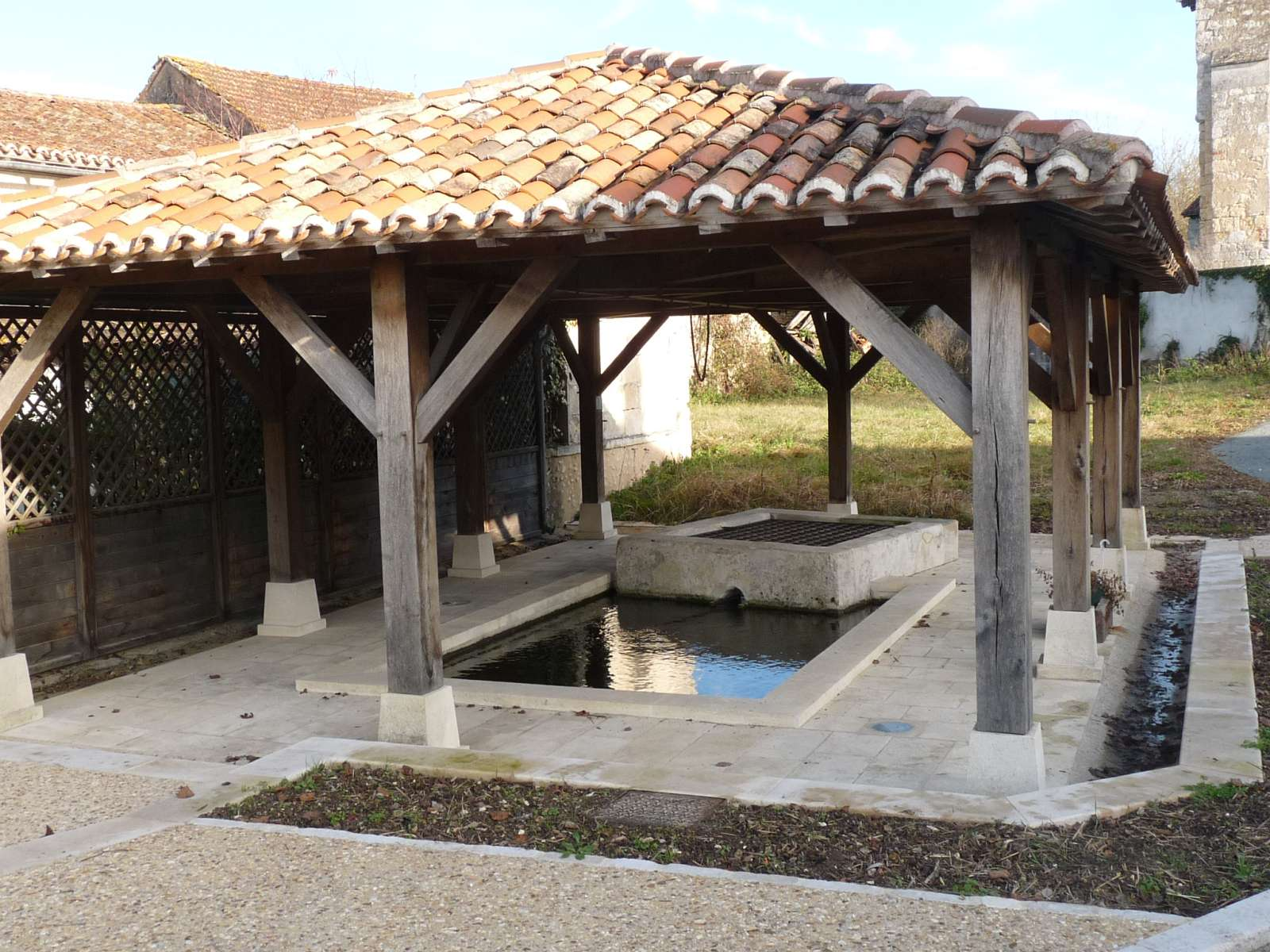
Waschplatz